# 山形事件
山形事件（やまがたじけん）は、1930年（昭和5年）に発生した殺人事件。
1930年（昭和5年）11月3日夜、山形県山形市七日町花小路（以下、花小路）の路上において香具師の高山春吉がピストル、日本刀を携えた香具師3名より襲撃され死亡した事件を指す。下記の内容は裁判記録に拠るが関係者の尾津喜之助は『やくざ物語』の中で殺させるつもりは無かった。また高山春吉の前妻と情交関係にあったのは子分の一人であるとして自らは潔白であるとしている。ちなみに『やくざ物語』を読んだ岩崎昶は日映に絡む自身へのテロ行為の犯人を同著により知ったとされる。
山平重樹の小説『悠々やくざ伝』の中で主人公の福原陸三が「高山の春をロクって…がゲロして」と喧嘩相手の博徒にサシで勝負をしようと啖呵をきる際に当該事件を指す場面がある。

## 概要
高山春吉は当時、東大久保に住んでいた香具師、尾津喜之助の身内(弟分)であった。大陸浪人の平井旋風は尾津喜之助の本名に戻り、小倉米三郎の子分となるが数年を経ずに飯島一家小倉組(小倉一家)を実質上は主宰していた。高山は大胆粗暴の風があったが尾津の引き立てもあり組の縄張りである新宿で勢力を得るも、尾津と対立するに至った。これは高山の前妻と尾津が情交関係にあったとする噂が立ったことを一因とする。タレコムナ。バヒハルナ。そしてバシタトルナは香具師の禁ずるところとされていた。
1930年7月、秋田にいた高山へ尾津より果し合いを二人ですべしなどとの高圧的な趣旨の知らせがあった。高山は秋田より了承したが30日に旅から自宅のあった東京府幡ヶ谷に戻った高山は尾津の子分である木村勇蔵たち数名より襲撃された。この襲撃事件により尾津と高山は敵対状態となり、高山は香具師の仲間とともに結成した『関東兄弟分連盟』を頼り向島の山本五郎の家に仲間と集まる一方、尾津は兄弟分で懇意にしていた能村菊次郎方に身を寄せ小林平助を含む親分衆も尾津の応援にまわった。
8月に飯島一家の元老格である伊丹徳蔵は頼まれて両者の仲裁に入ったが、高山は尾津へ謝罪をする条件を拒み尾津のみならず尾津に協力した能村、小林の首も狙うと放言して東京を離れ消息を絶った。香具師の親分たちは高山を制裁すると申し合わせた。当時は西巣鴨に住んでいた関口愛治も高山の行為は香具師の道に反するとして憤慨し、兄弟分の尾津に同情を寄せていた。10月下旬、山形県東置賜郡宮内町(以下、宮内町)に居住していた環不朽コト板垣辰次(以下、環不朽)より高山の所在を探索していた関口へ書信があり、そこには花小路の石井重吉方(神農会山形支部)へ高山が寄宿しており近く開催される宮内町の共進会(物品の宣伝販売を促進するための大規模な品評会)に現れるだろうと告げていた。
10月30日、浅草千束町「魚初」に関口愛治は尾津喜之助を訪ね高山春吉の所在を告げ、これを成敗する意思を確かめると31日に子分の今井正人に向かい高山春吉が宮内町へ来るため山形へ向かうように支度を命じた。今井はこれは高山を殺せとの命令だと想像したが了承した。11月1日、明治神宮の大祭(11月3日)を前に香具師たちが神宮の境内へ集まった際、関口は尾津へ今井正人を山形に送り込むと伝えた。尾津は子分の木村勇蔵に山形に行き高山へ危害を加えるように命じ、木村は了承した。このとき明治神宮にいた山口珠義は能村菊次郎の子分であったが、親分を狙う高山を殺害するために彼らと同行する決意を固め関口に承諾を求め許されると自宅へ戻り拳銃を携えて合流した。11月1日夜、関口と今井、木村、山口は東京駅を出発した。
11月3日、山形県東置賜郡赤湯町の旅館「花見館」に一行は到着した。木村と山口を宿に残して関口は宮内町の環不朽を訪ねた。共進会には東京、新潟、秋田、山形より800名を超える香具師が集まっていたが高山は現れなかった。午後7時頃、関口と今野は環不朽、本多久治(環不朽の子分)と花見館へ戻った。環不朽は関口より山形市の道案内を子分にさせるように依頼された。案内役の本多と実行犯の三名は午後8時頃に赤湯駅より山形駅行きの列車に乗り込んだ。木村は関口が用意した日本刀を借り受け、今井は短刀を、山口は拳銃を準備していた。
三名は車内において高山を殺害するため、石井方へ斬り込むか街路へ高山を誘い出して殺すか相談。確実に殺すため路上を選択し、具体的には近所のカフェーに高山あての電話があったとして、カフェーの従業員に本人を呼び出させる計画を立てた。午後9時40分頃、本多の案内により花小路の石井重吉方についた三名は地理を確かめ、七日町の「カフェー山形」のボーイに高山を呼び出すように依頼した。石井宅からカフェーに至る道筋の四つ角に木村と山口が、反対の南側の植え込みの陰に今井が隠れた。
午後11時頃、ボーイに連れられた高山が四つ角に現れると木村が「おい、高山」と声をかけ日本刀を手に走りよってきた。高山は懐の中に手を入れたため、凶器を出すと考えた山口は機先を制しようとして拳銃を発射した。その音に驚いたせいか高山は今井のいる側に駆け出した。植え込みより飛び出した今井は高山の肩を押さえて転がすと三人はその身体に殺到した。鑑定書によると死因は出血多量の急死、刺傷が24箇所あり内側、左側肋軟骨が切断され、左肺内側の切創と右側胸部、肋膜、右肺横隔膜、肝臓に達する刺傷は各々独立して死因となるものであった。
本多と実行犯の三名は山形市より逃走するため貸切自動車2台に分乗し山形市より南下。上の山町で別の貸切自動車に乗り換えて宮内町へ入った。宮内駅前で自動車を下りた4名はバラバラに逃走した。山形署は県下各署へ急報すると同時に総動員して非常線を張った。時間を追いつつ次々と犯人は逮捕され事件は1931年(昭和6年)12月26日、山形地方地方裁判所において判決が下された。兄弟分のために見返りを求めずに殺人教唆の刑を引き受けた関口愛治は13年の懲役を宣告され長野刑務所へ送られた。

## 関連書籍
- 池田享一『桜道の譜 実録・風雪の極東五十年史』（三浦エンタープライズ、1981年） ASIN B000J7QEGS